# Krisztina Fazekas Zur
Krisztina Fazekas-Zur (Budapest, 1º agosto 1980) è una canoista ungherese, specializzata nella velocità e vincitrice della medaglia d'oro nel K4 500m a Londra 2012 e Rio de Janeiro 2016.
Sposata con il suo allenatore Rami Zur, ex canoista israeliano e statunitense, nel 2011 ha gareggiato per gli Stati Uniti; l'anno seguente è tornata a gareggiare per l'Ungheria, vincendo l'oro olimpico a Londra 2012.

## Palmarès
- Olimpiadi

Rio de Janeiro 2016: oro nel K4 500m.
- Mondiali

Poznań 2001: oro nel K4 200m.
Gainesville 2003: oro nel K4 1000m.
Szeged 2006: oro nel K4 500m.
Duisburg 2007: oro nel K4 1000m, argento nel K4 200m e K4 500m.
Dartmouth 2009: argento nella staffetta K1 4x200m e nel K4 200m.
Szeged 2011: argento nel K1 1000m.
Duisburg 2013: oro nel K2 1000m, K4 500m e nella staffetta K1 4x200m
Milano 2015: argento nel K4 500m.
Račice 2017: oro nel K4 500m.
- Europei

Milano 2001: oro nel K4 200m e bronzo nel K2 1000m.
Poznań 2005: argento nel K4 200m.
Račice 2006: oro nel K4 500m.
Pontevedra 2007: oro nel K4 1000m, argento nel K4 200m e K4 500m.
Milano 2008: oro nel K4 200m e K4 1000m, argento nel K4 500m e bronzo nel K2 200m.
Brandeburgo 2009: oro nel K4 200m.
Zagabria 2012: bronzo nel K4 500m.
Mosca 2016: oro nel K4 500m.